# 加里波第广场
加里波第广场（Place Garibaldi）是法国南部城市尼斯最古老的广场。
它位于尼斯老城的北部边缘，让·饶勒斯大道、Ciaudo医生街，共和国大街、卡西尼街和凯瑟琳 Ségurane街交汇处。

## 历史

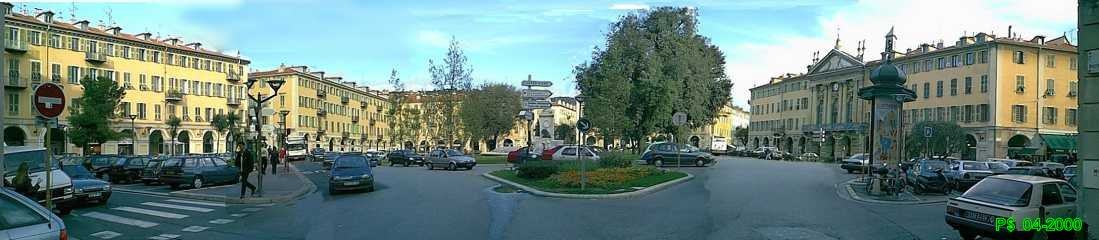
攝於2000年4月的加里波第广场

在18世纪，由国王作出保证，该市在Pairolière门前兴建工程。这里当时是荒地，散落着拆除尼斯城堡城墙的石头。方案第一稿在1761年通过。但由于资金缺乏，推迟到1773年才进行第一个填平工程。未来的广场地面抬高到海拔10到11米之间。1780年，情况有所变化，因为撒丁国王维托里奥·阿梅迪奥三世决定，修建从都灵到尼斯的皇家大道，为了要与皇家大道的规格相配，加里波第广场的面积也加以扩大。同年，在提契诺州的安东尼奥·斯皮内利被选为广场的建筑师，他在这个广场周围设计了连拱廊。